# Acaudinum beheni
Acaudinum beheni är en insektsart. Acaudinum beheni ingår i släktet Acaudinum och familjen långrörsbladlöss. Inga underarter finns listade i Catalogue of Life.